# Verwaltungsgemeinschaft Schwanfeld
In der Verwaltungsgemeinschaft Schwanfeld im unterfränkischen Landkreis Schweinfurt haben sich folgende Gemeinden zur Erledigung ihrer Verwaltungsgeschäfte zusammengeschlossen:
1. Schwanfeld, 1749 Einwohner, 11,99 km²
2. Wipfeld, 1019 Einwohner, 5,23 km²

Sitz der Verwaltungsgemeinschaft ist Schwanfeld.
Die Verwaltungsgemeinschaft ging am 1. Januar 1980 aus der zu diesem Zeitpunkt aufgelösten Verwaltungsgemeinschaft Theilheim hervor.